# شون وثر
شون وثر (24 يناير 1962 في المملكة المتحدة - ) هو لاعب كرة قدم كندي في مركز الدفاع، شارك في الألعاب الأولمبية الصيفية 1984. وشارك مع منتخب كندا لكرة القدم. أما مع النوادي، فقد لعب مع نادي بيتربورو يونايتد ونادي كلية جامعة دبلن وفانكوفر وايتكابس ونادي بليث سبارتانز وفانكوفر وايتكابس (نادي كرة قدم) وهَاميلتون ستيلرز ‏ وWinnipeg Fury ‏.

## وصلات خارجية
- شون وثر على موقع ناشيونال فوتبول تيمز (الإنجليزية)